# Casa Benitz
Casa Benitz es un monumento nacional de la Colonia Tovar (Venezuela).

## Historia

### Antecedentes
La llegada de la inmigración alemana a Venezuela fue concebida por el cartógrafo italiano Agustín Codazzi en el gobierno del general José Antonio Páez. Durante su estancia en París (Francia) en 1840, conoció al grabador y cartógrafo alemán Alexander Benitz, originario de Endingen am Kaiserstuhl, en Baden-Wurtemberg (Alemania). Benitz colaboró estrechamente con Codazzi en la planificación de la migración y la fundación de una colonia agrícola en Venezuela en las tierras donadas de Manuel Felipe de Tovar. En agosto de 1841, ambos llegaron al puerto de La Guaira para iniciar los preparativos del asentamiento.
Alexander Benitz permaneció en Caracas, gestionando negociaciones con el gobierno venezolano, mientras Codazzi organizaba los aspectos logísticos. El 5 de diciembre de 1842, en la posada Der Pfauen de Endingen am Kaiserstuhl, se firmaron los contratos con las 80 familias que conformarían la nueva colonia. El 4 de marzo de 1843, Benitz y Codazzi arribaron nuevamente a La Guaira a bordo del vapor francés Clémence con los inmigrantes, tras haber partido de El Havre en enero de ese mismo año.

### Construcción

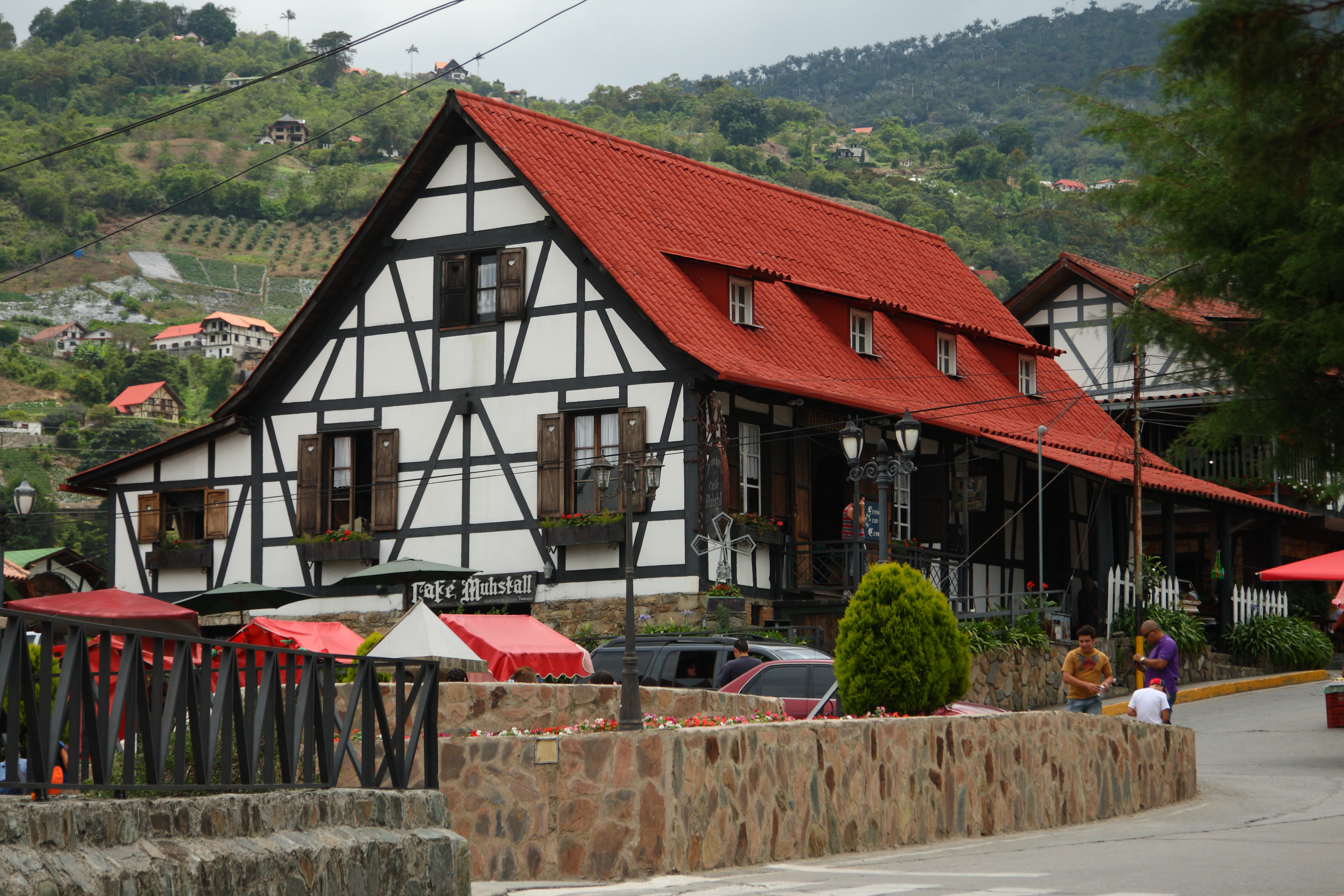
Fotografía de la Casa Benitz.

La Casa Benitz se estableció cerca de la Iglesia de San Martín de Tours y la Casa Codazzi, de acuerdo con las recomendaciones derivadas de las exploraciones de Agustín Codazzi y Ramón Díaz en octubre de 1841, utilizando una pequeña área, casi plana, donde se determinó que se ubicarían tanto la capilla, una casa para el jefe de la colonia como un almacén que también serviría de residencia para Alexander Benitz.
Tanto la Casa Benitz como la Casa Codazzi fueron completadas en 1845 para reemplazar las viviendas colectivas que habían sido erigidas de manera temporal para proporcionar alojamiento a los primeros colonos a su llegada. Estas primeras construcciones fueron realizadas por los jornaleros criollos de Ramón Díaz, como se mencionó anteriormente.
Según los comentarios del botánico belga Jean Jules Linden, quien visitó el sitio original de la Colonia Tovar antes de la llegada de los colonos, entre marzo y abril de 1842:

Había dos chozas construidas con troncos de Palmiche y un espacioso caney cubierto, al igual que las chozas, con hojas de palma; ellos solos formaban el núcleo de la futura colonia. El caney servía de alojamiento para numerosos trabajadores que laboraban en el desmonte y una choza era ocupada por el director de las obras, Don Ramón Díaz. Al entrar en la choza observé que el piso, elevado un metro del suelo, estaba formado por cortezas de Palmiche de igual dimensión y tan herméticamente adaptadas entre sí, que el obrero más habilidoso no habría hecho algo mejor.

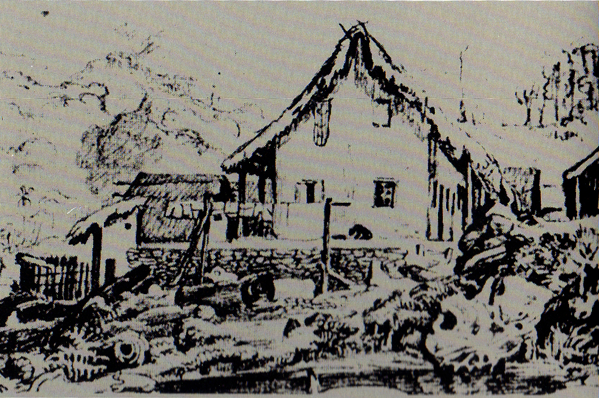
Dibujo realizado por Ferdinand Bellermann el 12 de julio de 1844.

La descripción de esta última corresponde a lo que sería la «Casa Benitz». Originalmente, esta casa había sido construida con un techo de paja y bajo un estilo o concepto más propio de las construcciones rurales venezolanas de la época; esto se puede observar en un dibujo que el pintor alemán Ferdinand Bellermann realizó durante su visita a la Colonia Tovar el 12 de julio de 1844.